# Het ontstaan van Divali

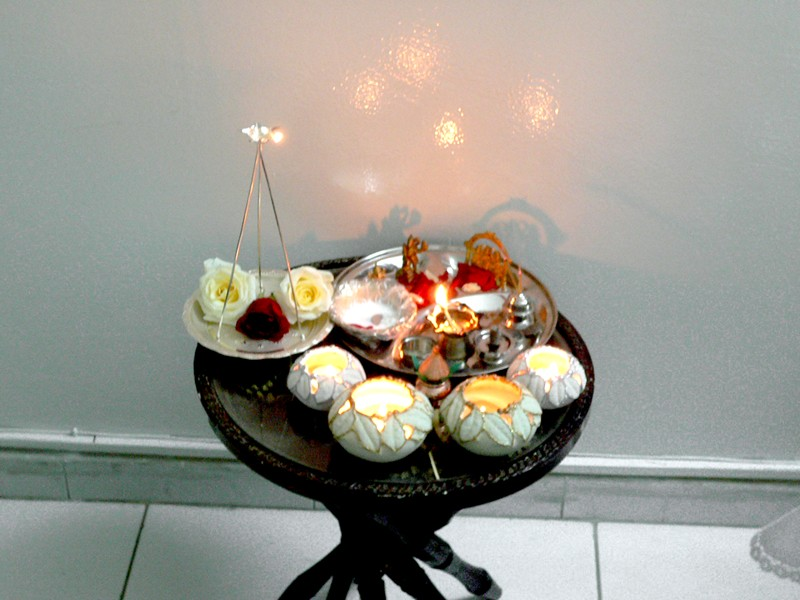
Offers voor Divali

Het ontstaan van Divali is een volksverhaal uit India.

## Het verhaal
Koning Satvan kreeg een voorspelling van een astroloog, bij de nieuwe maan van de maand Kartik zal klokslag twaalf uur de dood tot je komen in de vorm van een slang. Hij kan dit lot alleen ontkomen als zijn onderdanen die dag het huis schoonmaken, straten vegen en 's avonds hun huis aan de buitenkant verlichten met Diya's. In het paleis moet ook worden schoongemaakt en er moeten vijf Diya's geplaatst worden, een voor de deur van de slaapkamer en vier rond het bed. Als de lamp voor de deur uitgaat, zal Satvan het bewustzijn verliezen. Zijn vrouw moet de slang dan met een lied, rijst en suikergoed verwelkomen.

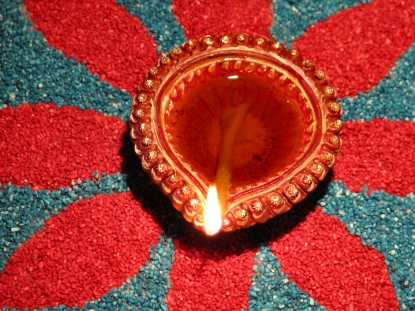
Olielamp op een rangoli tijdens Divali

De slang is erg vereerd door het grandioze welkom en laat de koningin een wens doen. De koningin wenst een lang en gezond leven voor haar echtgenoot. De slang antwoordt dat Yama, de god van de dood, beslist over leven en sterven. De vrouw moet waken bij het lichaam, de slang neemt de ziel van de koning mee naar het rijk der doden. Bij Yama wordt het boek over het leven van de koning gehaald en de slang schrijft stiekem een zeven voor de nul, die aangaf hoeveel jaren de koning nog te leven had. Yama laat de ziel van de koning onmiddellijk terugbrengen door de slang. De koning ontwaakt uit zijn tijdelijke dood en leeft nog zeventig jaar.
Het feest van het licht, Divali, wordt ter herinnering aan deze gebeurtenis gevierd.